# Галкино (Шилкинський район)
Га́лкино (рос. Галкино) — село у складі Шилкинського району Забайкальського краю, Росія. Адміністративний центр Галкинського сільського поселення.

## Населення
Населення — 624 особи (2010; 624 у 2002).
Національний склад (станом на 2002 рік):
- росіяни — 95 %